# Damien Thiéry
Damien Thiéry (Brussel, 21 mei 1963) is een Belgisch politicus voor het FDF en sinds 2013 voor de MR.

## Levensloop
Damien Thiéry is de zoon van Roger Thiéry, die van 1976 tot 1989 burgemeester was van Linkebeek. Hij studeerde lichamelijke opvoeding aan de UCL, maar diende deze studie op te geven door problemen aan zijn knie en volgde nadien een opleiding tot kinesitherapeut. Omdat hij niet echt zijn draai vond in dit beroep, ging Thiéry in 1991 aan de slag in de farmaceutische sector, als handelsdirecteur bij de onderneming GSK, hetgeen hij bleef tot in 2010.
Hij trad in de politieke voetsporen van zijn vader en trad toe tot het FDF. Na de lokale verkiezingen van oktober 2000 werd hij aangesteld als schepen in de gemeente Linkebeek, een functie die hij bekleedde tot eind 2006, waarbij hij bevoegd was voor publieke zaken, sociale zaken, jeugd en sport. Na de gemeenteraadsverkiezingen van oktober 2006 werd Damien Thiéry begin 2007 waarnemend burgemeester van deze Vlaams-Brabantse faciliteitengemeente. 
Op 5 september 2007 stelde hij in een interview met de krant La Libre Belgique voor "om het Brussels Hoofdstedelijk Gewest uit te breiden met Vlaams- en Waals-Brabant. Daarmee zou le tout grand Bruxelles een tweetalig statuut hebben. Als de splitsing van de kieskring Brussel-Halle-Vilvoorde er zou komen zouden de 150 000 Franstaligen in Vlaams-Brabant geïntegreerd worden in Vlaanderen en in de tien komende jaren vervlaamst worden. Ondertussen zal men Brussel laten verrotten: Vlaanderen zal alles uit Brussel gezogen hebben wat het kan om het compleet te verzwakken."
Op 23 oktober 2007 liet hij als waarnemend burgemeester een motie stemmen over het gebruik van het Frans in de gemeenteraad. Hij eiste dat Linkebeek onverwijld bij het Brussels Hoofdstedelijk Gewest aangesloten zou worden, mocht de kieskring Brussel-Halle-Vilvoorde gesplitst worden. Hij vroeg het gebruik van het Frans toe te laten in de gemeenteraad, en eiste dat eindelijk de burgemeester en OCMW-voorzitter benoemd zouden worden. Hij deed dit in het Nederlands zodat de letter van de Taalwet gerespecteerd werd. Al gaven de fractieleden daar in het Frans commentaar bij.
Net zoals Kraainem, Wezembeek-Oppem en Sint-Genesius-Rode raakte de gemeente Linkebeek in het nieuws doordat er bij de gemeenteraadsverkiezingen van 2006 in strijd met de omzendbrief-Peeters, Franstalige oproepingsbrieven werden verstuurd, en niet zoals vereist in het Nederlands. Als gevolg daarvan werd de burgemeester niet benoemd. Vlaams minister van Binnenlandse Aangelegenheden Marino Keulen (Open Vld) verklaarde dienaangaande dat het verslag van de gemeente over deze zaak op zich liet wachten omdat de waarnemende burgemeester Damien Thiéry zich niet constructief opstelde. Op 14 november 2007 werd de benoeming van Damien Thiéry verworpen, aldus een mededeling van Marino Keulen. Op 17 november 2007 stelde Damien Thiéry zich opnieuw kandidaat als burgemeester. Hij stelde hij dat hij de federale wetten heeft gerespecteerd die de overhand hebben op de decreten en dat de minister zijn positie moest herzien. Ook in de volgende bestuursperiode, na de verkiezingen van oktober 2012, werd de benoeming van Thiéry meermaals verworpen, ondanks de herhaalde voordracht van de gemeenteraad.
Bij de verkiezingen van juni 2010 werd Thiéry verkozen tot lid van de Kamer van volksvertegenwoordigers, waar hij lid werd in de Kamercommissie Landsverdediging. Op 20 december 2013 kondigde hij zijn overstap aan van het FDF naar de MR. Zijn motivatie was dat er met de FDF geen compromis mogelijk is tussen de partners aan beide kanten van de taalgrens. Bij de verkiezingen van mei 2014 werd hij als MR-kandidaat herkozen voor de Kamer. Voor de verkiezingen van mei 2019 was hij opnieuw kandidaat-volksvertegenwoordiger, maar ditmaal geraakte hij niet herkozen.
In september 2015 werd de Nederlandstalige Eric De Bruycker (ProLink) door minister van Bestuurszaken Liesbeth Homans (N-VA) aangeduid als nieuwe burgemeester van Linkebeek en daarmee de eerste benoemde burgemeester in 8 jaar. Damien Thiéry werd daarmee weer eerste schepen. Pogingen om De Bruycker tot ontslag te dwingen en zelf burgemeester te worden, mislukten steeds opnieuw. In oktober 2015 namen alle Franstalige raadsleden ontslag uit de gemeenteraad. Hierdoor vonden op 13 december 2015 nieuwe verkiezingen plaats in Linkebeek, deze leverden echter een status quo op. Op 30 januari 2017 werd het beroep van Thiéry een derde maal door de Raad van State verworpen. In maart 2017 werd vervolgens Thiéry's partijgenoot Yves Ghequiere voorgedragen als nieuwe burgemeester, maar ook die werd door minister Homans niet benoemd vanwege het niet respecteren van de taalwetgeving.
Bij de gemeenteraadsverkiezingen van oktober 2018 voerde Thiéry in Linkebeek de lijst Ensemble LKB aan, met de bedoeling om opnieuw het burgemeesterschap te bemachtigen. Hij kwam hierbij tegenover Yves Ghequiere te staan, die opkwam met de lijst Link@venir. Link@venir werd de grootste partij en vormde een coalitie met de lijst Activ' zonder Ensemble LKB, dat naar de oppositie werd verwezen. Niettemin werd Thiéry rechtstreeks verkozen tot schepen. Na de lokale verkiezingen van oktober 2024 bleef Damien Thiéry oppositieschepen onder het gemeentebestuur van LB, een kartel van Link@venir en Activ'.
Nadat Thiéry in 2019 zijn zetel in de Kamer had verloren, ging hij opnieuw aan de slag in de farmaceutische sector, bij het bedrijf Aquilon Pharmaceuticals, waar hij van 2019 tot 2020 hoofd bedrijfsontwikkeling was en sinds 2020 operationeel directeur is.